# Sint-Amanduskerk (Geel)
De Sint-Amanduskerk is de oudste parochiekerk van Geel. Ze bevindt zich nabij de Markt in het centrum van de stad.
Het is een laatgotische kerk die gebouwd is van 1489-1532. De voorganger brandde in 1489 af. Deze was gebouwd in Brabantse witte zandsteen. De herbouw van de kerk vond vanaf 1490 plaats in baksteen. Van het zandstenen bouwwerk bleven nog enkele delen over. De toren heeft een onderbouw uit ongeveer 1400, is gedeeltelijk ook van 1489, en werd in het midden van de 16e eeuw verhoogd tot 59 meter. In 1567 werden de meeste kunstwerken in de kerk door de Beeldenstorm vernietigd. Slechts beelden van de Heiligen Dimpna en Gerebernus bleven gespaard, evenals twee schilderijen, onder meer een Aanbidding van de Drie Koningen.
Het interieur van de kerk, zoals zich dat tegenwoordig openbaart, stamt uit de barok. Het betreft de lambrisering van de zijbeuken en de biechtstoelen, van de hand van Pieter Valckx. Daarnaast het koorgestoelte van eind 17e eeuw, een preekstoel uit ongeveer 1715 door Willem Kerrickx, het hoogaltaar uit 1748 door de Mechelse kunstenaar Theodoor Verhaegen. Voorts aan de pilaren de beelden van de Apostelen en de marmeren koorafsluiting uit 1693 door Pieter Scheemaeckers de Oude.
In de zuidgevel zijn gebrandschilderde ramen van Jan Huet te zien.

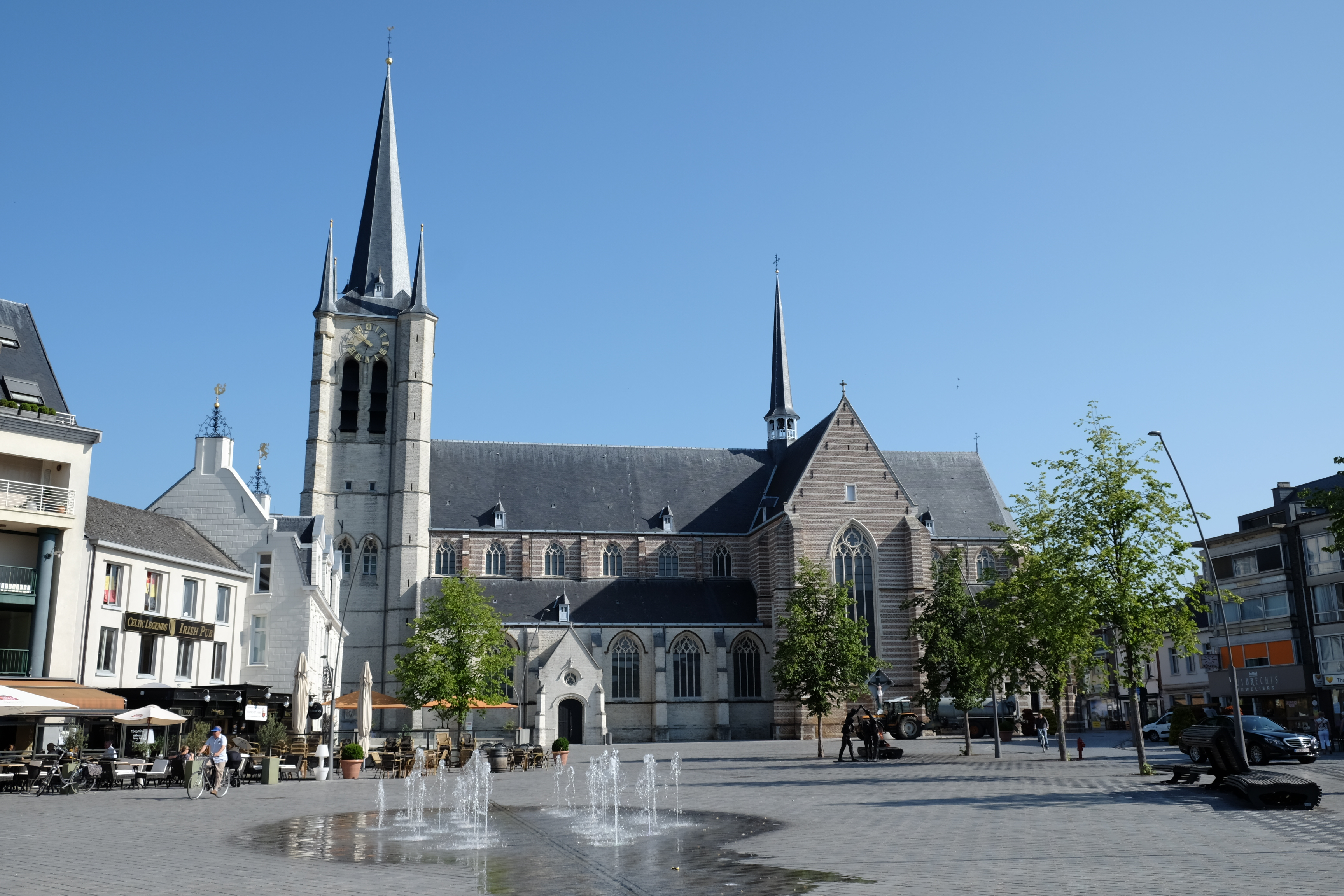